# كلوستريديوم سيئ التسمية
كلوستريديوم مالينوميناتام أو كلوستريديوم سيّئ التسمية  هو نوع من البكتيريا من فصيلة كلوستريدياسيا.